# ونوس مگس‌خوار
ونوس مگس‌خوار (نام علمی: Dionaea muscipula) یا مگس‌گیر یک گیاه گوشتخوار است که از راه جلب حشرات کوچک و به دام انداختن آنها تغذیه می‌کند. او از حس بساوایی برای بسته شدن در زمان مناسب استفاده می‌کند. گیاه گوشتخوار ونوس اغلب در زمین‌هایی می‌روید که دارای منابع کمی از نیتروژن می‌باشند از این رو با شکار حشرات سعی در جبران نیتروژن مورد نیاز خود دارد. انتهای برگ‌های آن دارای موهای ریزی در سطوح داخلی است که باعث برانگیخته شدن آن می‌شود، و با ساختار خاصی که در پایانه هر برگ وجود دارد، می‌تواند طعمه را به دام بیندازد. هنگامی که حشره یا عنکبوت بر روی برگ‌ها و موهای ریز روی آن بخزد، در صورتی که در کمتر از بیست ثانیه پس از اولین تحریک مو، تحریک دیگری صورت گیرد، برگ بسته می‌شود و طعمه به دام می افتد.

مگس‌گیر ونوس با استفاده از برگهایش حشرات ریز را به دام می‌اندازد و از منابع مغذی بدن حشرات تغذیه می‌کند

مگس‌گیر گیاهی بیابانی، زینتی و پایا وصف شده که برگ‌های خود را بر هر حشره‌ای که روی آن بنشیند، می‌بندد؛ و مادّه‌ای اسیدی بر آن ترشح می‌کند تا آن حشره را بکشد و به تغذیهٔ خود درآورد.

## گل
گل‌ها در مگس‌گیر ونوس از اواسط بهار تا اواسط تابستان و به رنگ سفید ظاهر می‌گردد.

## تکثیر و ازدیاد
مگس‌گیر ونوس با دو روش تکثیر جنسی و تکثیر نباتی ازدیاد می‌یابد. تکثیر صنعتی مگس‌گیر ونوس از طریق کاشت بذر صورت می‌گیرد.

## واژه‌شناسی
نام رایج گیاه اشاره به ونوس، ایزد رومی عشق دارد. نام سرده گیاه Dionaea (دختر الهه یونان دیونه) اشاره به آفرودیته ایزدبانوی یونانی دارد، در حالی که نام گونه muscipula است که در لاتین معنای تله‌موش می‌دهد. در عربی و متون اولیهٔ فارسی، «خانق الذباب»، «مگس‌گیر» و «دیونه» گفته می‌شود.

## ساختار
مگس‌گیر ونوس یک گیاه کوچک است که ساختاری گل کاغذی دارد. برگ‌های آن بین ۴ تا ۷ عدد است که از یک ساقه زیر زمینی با ساختار حباب مانند به وجود آمده‌است. در طول هر سال، هر ساقه می‌تواند به طول ۳ تا ۱۰ سانتی‌متر برسد. همچنین برگ بزرگتر که ساختاری برای شکار طعمه دارد، معمولاً بعد از تشکیل گل ایجاد می‌شود. مگس‌گیر ونوس که بیش از ۷ برگ داشته‌باشد، یک گروهه به‌شمار می‌آید و ساختار گل آن در زیر زمین شکل گرفته‌است.

## حفاظت
هم‌اینک، تخمین زده می‌شود بیش از ۳ تا ۶ میلیون گیاه در کشت، و حدود ۳۵٬۸۰۰ گیاه باقی‌مانده در طبیعت وجود داشته باشد. چندین نفر از حامیان برجسته طبیعت و گیاهان، پیشنهاد داده‌اند که این گیاه برچسب آسیب‌پذیر بگیرد. اطلاعات دقیق توزیع اندازه جمعیت مگس‌گیر ونوس در سال ۱۹۹۲ توسط دفتر حفاظت از گیاه، حالت وخیم تری را برای این گونه نشان می‌دهد.